# فيليكيي ليوبين (لفيفسكا)
فيليكيي ليوبين (Великий Любінь) هي مدينة في مقاطعة لفيفسكا في أوكرانيا.
يبلغ عدد سكانها حوالي 4497 نسمة.